# Melody Maker
Melody Maker — найстаріший у Великій Британії музичний тижневик, заснований 1926 року та адресований спочатку професійним музикантам. 2000 року Melody Maker припинив своє існування, бувши об'єднаний з New Musical Express, давнім конкурентом, також виходив під дахом IPC.

## Історія
Melody Maker, спочатку спеціалізувався на джазі, з деяким запізненням прийняв рок-н-рол — таким чином, виявився в ар'єргарді NME, заснованого 1952 року. У листопаді 1958 року в тижневику з'явився хіт-парад альбомів Melody Maker LP Charts: це сталося через два роки після того, як з аналогічними списками дебютував Record Mirror. Поступово ММ ставав все більш прогресивним виданням. 6 березня 1965 року саме тут вперше з'явився заклик нагородити The Beatles за заслуги перед державою та короною: вже 12 червня того ж року всі четверо учасників гурту отримали Орден Британської імперії (MBE).
До кінця 1960-х років відбувся поділ «сфер впливу»: NME завоював репутацію в більшому ступені «молодіжного» журналу, MM звертався до більш дорослої, підготовленої аудиторії (через що отримав від суперників прізвисько 'Monotony Maker'). Набагато більш об'ємистий, ніж суперник, він мав солідну секцію оголошень, завдяки якій сформувалися багато згодом відомі рок-гурти: Yes, Genesis, Deep Purple, The Stranglers, Suede та інші. Крім того, тут завжди докладно висвітлювалися фолк-та джаз-релізи, а також малася секція, присвячена музичним інструментам.
14 грудня 2000 року оголосив про своє закриття найстаріший і один з найшанованіших музичних журналів Британії - "Melody Maker". Спочатку це була газета.
Колись Melody Maker" був найкомерційніше успішним виданням, що пише про музику - його разовий тираж у 70-х роках становив 250 тисяч екземплярів. Проте все змінюється. Згодом видання перестало окупатися і змушене було оголосити про злиття зі своїм більш успішним побратимом - не менш відомим New Musical Express, і 25 грудня 2000 року вийшов останній, прощальний номер видання.